# أوفينورن
أوفينورن (بالإنجليزية: Ofenhorn)‏ هو أحد جبال سلسلة جبال الألب ليبونتيني ويقع في كانتون فاليز في سويسرا. يحتل المرتبة رقم 121 في قائمة جبال سويسرا من حيث الارتفاع، إذ يبلغ ارتفاعه حوالي 3235 متر، بينما يبلغ ارتفاع نتوء الجبل 334 متر، هذا وقد سجل أول وصول لقمة الجبل عام 1864.